# Dalle (Eschede)
Pour les articles homonymes, voir Dalle.
Dalle est un quartier de la commune d'Eschede, dans le Land de Basse-Saxe.

## Géographie
Dalle se situe dans le parc naturel de Südheide, à l'ouest de la Bundesstraße 191 et à environ 8 km au nord-est d'Eschede, au milieu de vastes forêts au bord d'une vallée.

## Histoire
Dalle est mentionnée pour la première fois en 1332. Jusqu'au XIXe siècle, la commune se composait de cinq corps de ferme, dont la première mention remonte à 1437 et qui appartenaient tous au duc. De plus, deux domaines apparaissent peu de temps avant le découpage foncier.
Une ferme à Dalle apparaît dans un registre de pillage de 1377 ("Wolfert van dem Danlo"). Un registre ducal d'environ 1395 mentionne également un Daller Hof, également désolé. On peut supposer que Dalle était au moins partiellement désertée à la fin du XIVe siècle et réhabitée au début du XVe siècle. Des désertions de domaines se produisent à Dalle plus tard. En plus de la pauvreté du sol, les mauvaises possibilités de pâturage peuvent être invoquées comme raisons. Après le découpage foncier, toutes les fermes sauf une sont vendues à l'État.
Vers le milieu du XIXe siècle, outre les cinq petites fermes avec leurs familles et les deux fermes clôturées, l'instituteur et treize propriétaires, dont quatre bergers, vivaient à Dalle. A la fin du XIXe siècle, la maison Niemannsche à Dalle est transformée en appartements pour des ouvriers forestiers par l'administration forestière. Au cours de la Seconde Guerre mondiale, il est victime d'un incendie.
Le 1er juillet 1973, Dalle est incorporée à Eschede.

### Nombres d'habitants
| Année | Habitants |
| ----- | --------- |
| 1821  | 124       |
| 1848  | 200       |
| 1871  | 217       |
| 1885  | 233       |
| 1905  | 174       |
| 1933  | 139       |
| 1939  | 127       |
| 1946  | 291       |
| 1961  | 230       |
| 2000  | 121       |

## Personnalités
- Friedrich P. Busch (né en 1938), major général.

## Source, notes et références
- (de) Cet article est partiellement ou en totalité issu de l’article de Wikipédia en allemand intitulé « Dalle (Eschede) » (voir la liste des auteurs).

1. ↑  (de) Statistisches Bundesamt, Historisches Gemeindeverzeichnis für die Bundesrepublik Deutschland. Namens-, Grenz- und Schlüsselnummernänderungen bei Gemeinden, Kreisen und Regierungsbezirken vom 27.5.1970 bis 31.12.1982, 1983 (ISBN 3-17-003263-1)